# Riama inanis
Riama inanis är en ödleart som beskrevs av  Tiffany M. Doan och SCHARGEL 2003. Riama inanis ingår i släktet Riama och familjen Gymnophthalmidae. IUCN kategoriserar arten globalt som otillräckligt studerad. Inga underarter finns listade i Catalogue of Life.